# Laila Andersson
Laila Andersson (født 28. maj 1938, død 2. november 2021) var en dansk skuespillerinde, uddannet fra Aalborg Teater i 1962. Hun optrådte bl.a. på Fiolteatret, Det ny Scala og Det ny Teater, men koncentrerede sig senere om at undervise i dramatik og medvirkede ved diverse kulturelle arrangementer, i kirker og i foreninger. I tv havde hun en rolle i serien Fiskerne og medvirkede i enkelte spillefilm af hvilke kan nævnes Gudrun (1963), Vinterbørn (1978), Vil du se min smukke navle? (1978) og Christian (1989).